# Byssosphaeria erumpens
Byssosphaeria erumpens är en svampart som beskrevs av Chi Y. Chen & W.H. Hsieh 2004. Byssosphaeria erumpens ingår i släktet Byssosphaeria och familjen Melanommataceae.   Inga underarter finns listade i Catalogue of Life.